# 蒲崗村道

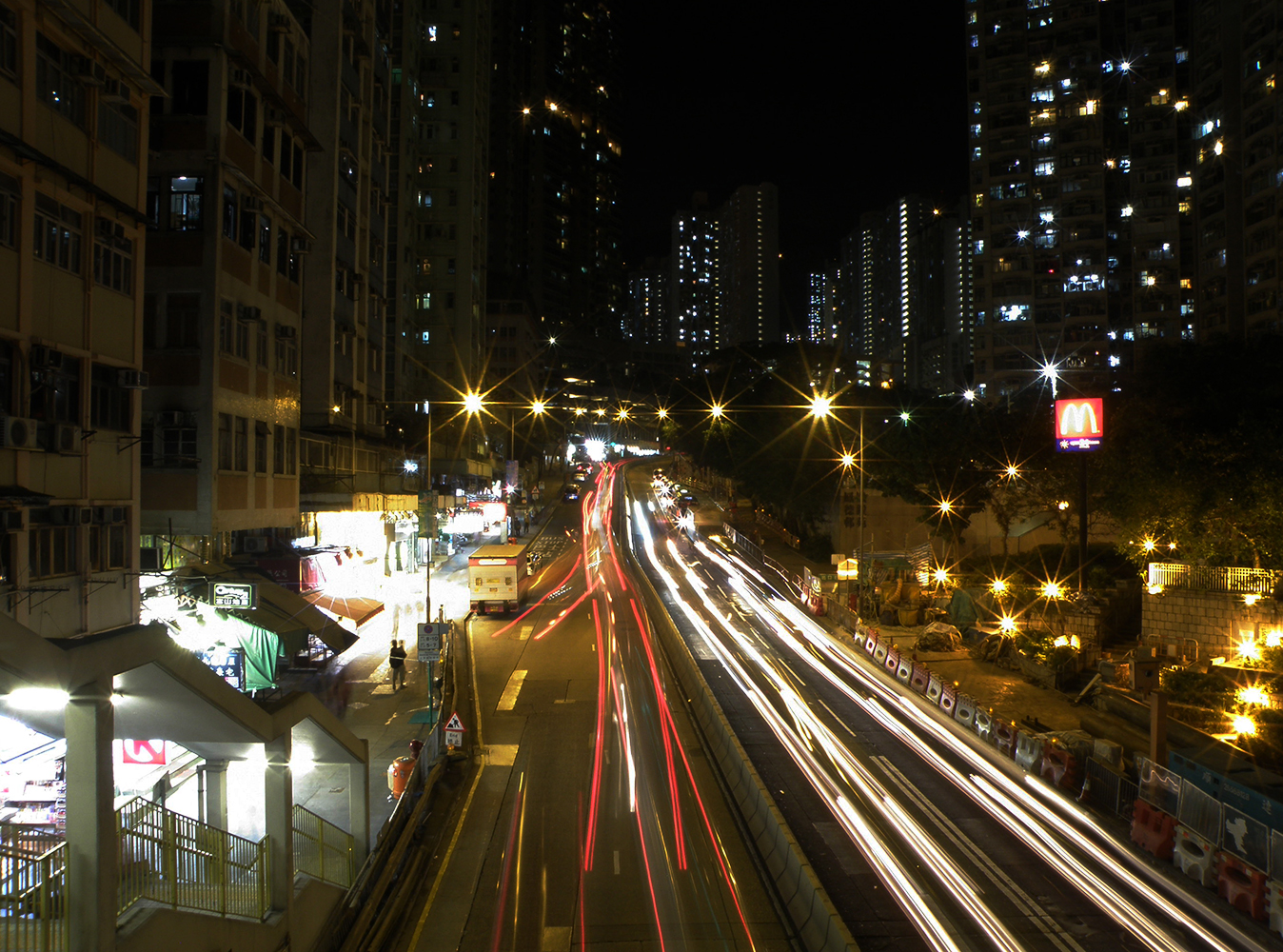
蒲崗村道夜景

蒲崗村道（英語：Po Kong Village Road）是黃大仙區的一條行車道路，亦是慈雲山前往大老山隧道之主要途徑，環繞由鑽石山山頂，北鄰慈雲山，為兩地之交界，南下經鳳德道，至黃大仙接彩虹道止。蒲崗村道在山上東接斧山道。
蒲崗村道因蒲崗村而得名。蒲崗村道在山頂是殯儀館火化場及學校區，在2010年其土地仍在開發其它用途，每天小學生過路者無數，而行人過路設施有待發展。

## 途經
- 鑽石山火葬場和墳場
- 鑽石山殯儀館
- 蒲崗村道學校村
- 協和書院
- 富山邨
- 蒲崗村道體育館
- 滙豪山
- 鳳德公園
- 龍蟠苑
- 蒲崗村道公園
- 鳳德邨硃鳳樓
- 鳳鑽苑
- 慈樂邨樂歡樓
- 秀芳花園
- 大磡村

## 交匯道路
- 彩虹道
- 龍翔道
- 鳳德道
- 蒲崗里
- 崇華街
- 鳳禮道
- 慈雲山道
- 豐盛街
- 瓊東街
- 斧山道

## 圖集

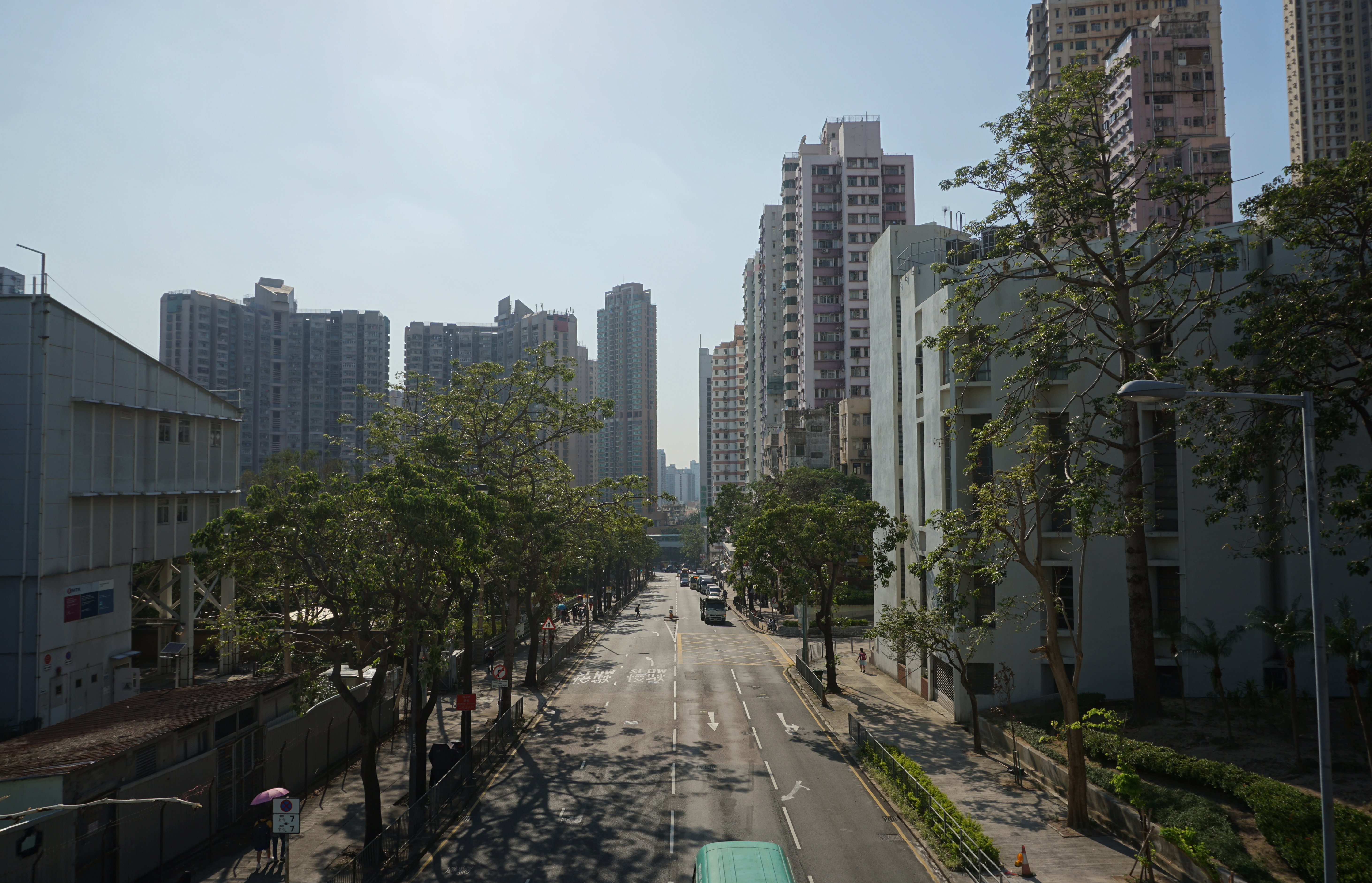
蒲崗村道中段向西望
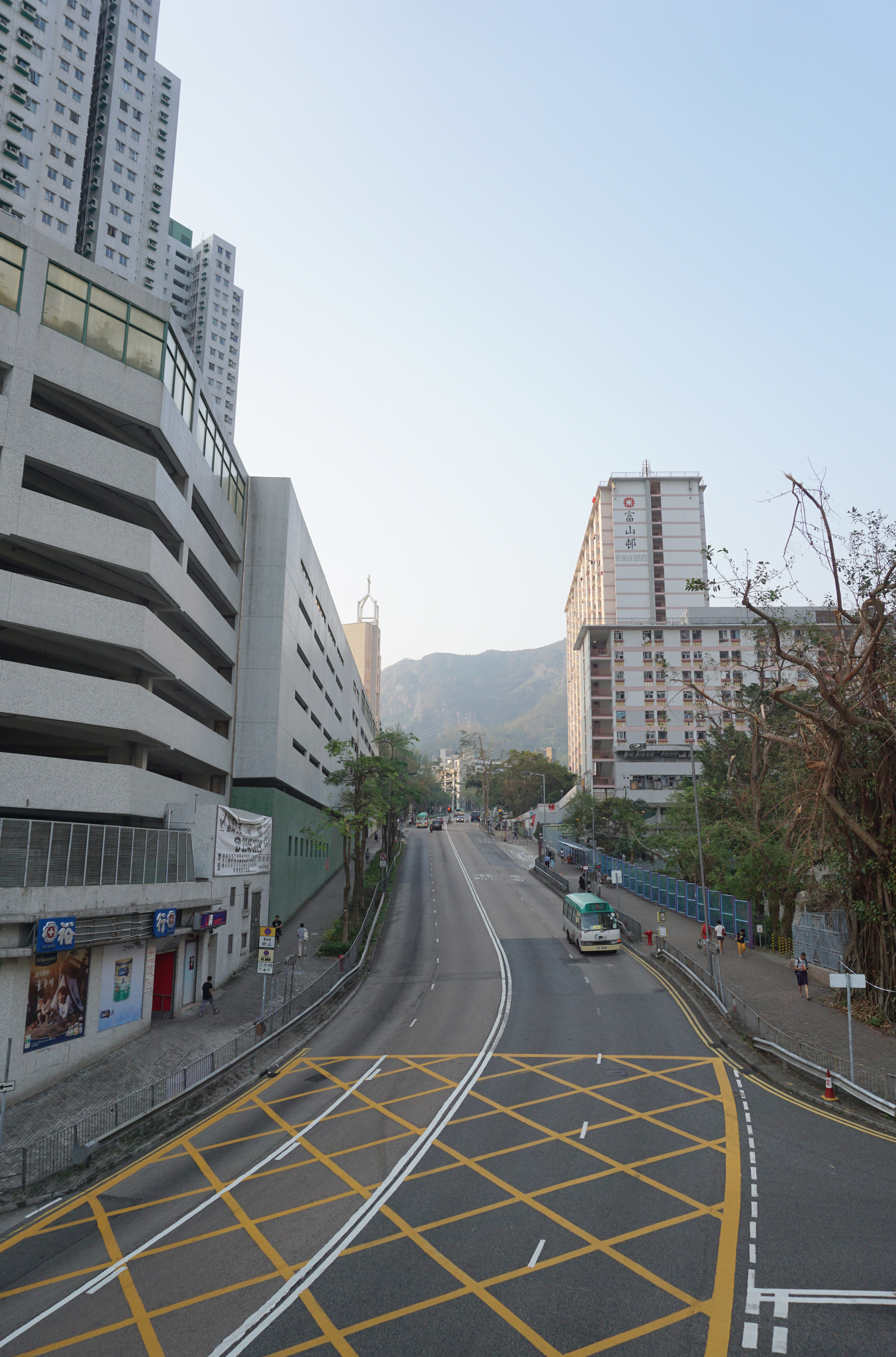
蒲崗村道東端

## 外部參考
1. ↑   (PDF).   [2010-03-15]. （原始内容存档 (PDF)于2020-04-05）.
2. ↑  .   [2016-10-21]. （原始内容存档于2020-03-30）.
3. ↑  .   [2016-10-21]. （原始内容存档于2016-09-21）.
4. ↑  .   [2016-10-21]. （原始内容存档于2021-06-18）.
5. ↑  .   [2016-10-21]. （原始内容存档于2021-06-18）.
6. ↑  .   [2016-10-21]. （原始内容存档于2020-03-29）.
7. ↑  .   [2016-10-21]. （原始内容存档于2020-04-05）.
8. ↑  慈雲山　＞　西灣河及北角　＞　紅磡及土瓜灣 的存檔，存档日期2016-10-02.
9. ↑  .   [2016-10-21]. （原始内容存档于2016-12-04）.